# Historia del papado

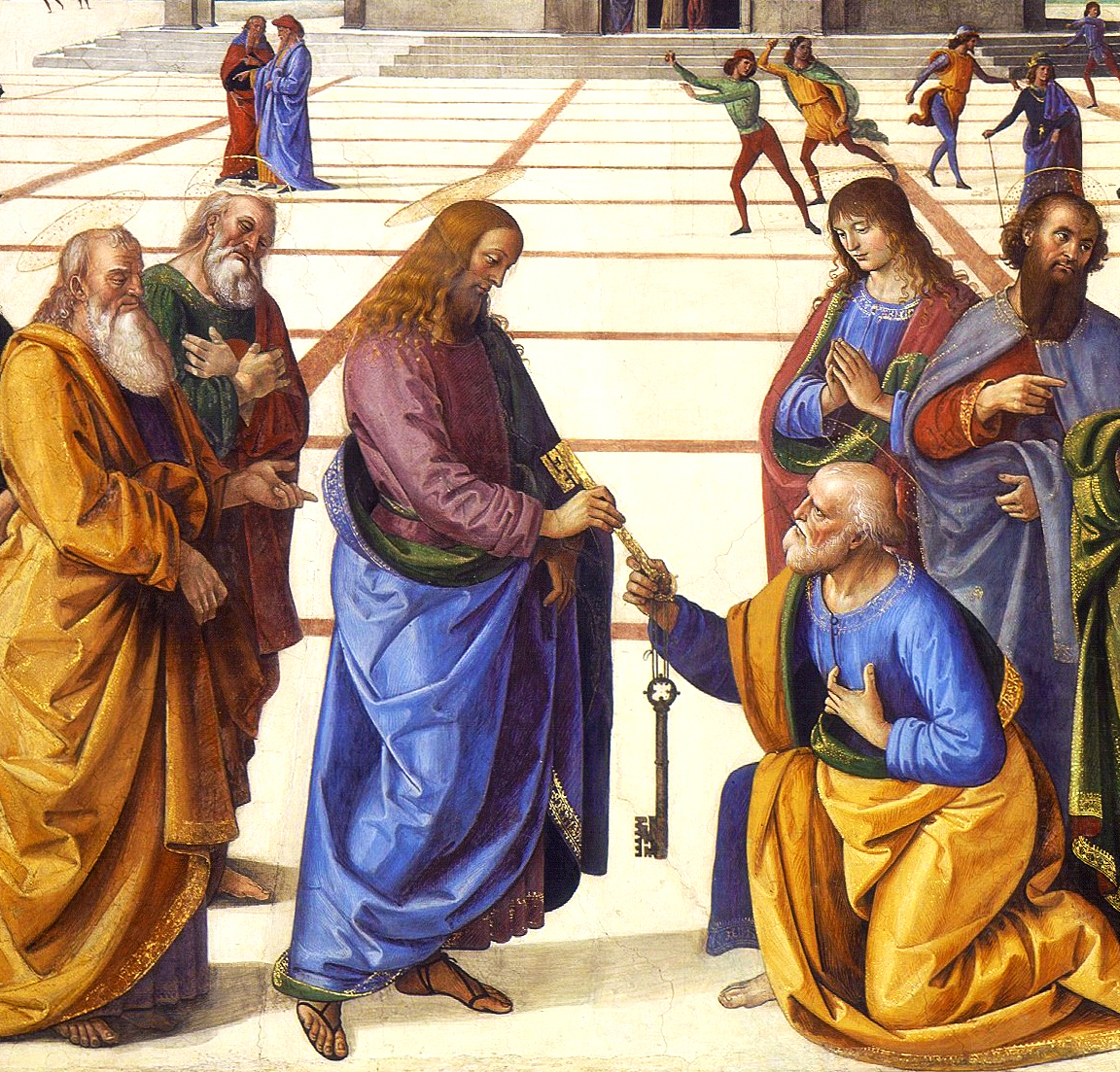
Según la doctrina católica, los papas son sucesores de San Pedro (arrodillado, a la derecha)

La historia del papado, el cargo que ocupa el papa como cabeza de la Iglesia Católica, abarca desde la época de Pedro, hasta la actualidad. Además, muchos de los obispos de Roma en los tres primeros siglos de la era cristiana son figuras oscuras. La mayoría de los sucesores de Pedro en los tres primeros siglos posteriores a su vida sufrieron el martirio junto con miembros de su rebaño en períodos de persecución.[cita requerida]
Durante la Iglesia primitiva, los obispos de Roma no gozaban de poder temporal hasta la época de Constantino. Después de la Caída del Imperio Romano de Occidente (la "Edad Media", alrededor del año 476), el papado recibió la influencia de los gobernantes temporales de la Península Italiana circundante; estos períodos se conocen como Papado ostrogodo, Papado bizantino y Papado franco. Con el tiempo, el papado consolidó sus reivindicaciones territoriales sobre una parte de la península conocida como Estados Pontificios. Posteriormente, el papel de los soberanos vecinos fue sustituido por poderosas familias romanas durante el saeculum obscurum, la época de los Crescenzi y el Papado Tusculano.
De 1048 a 1257, el papado experimentó un creciente conflicto con los líderes e iglesias del Sacro Imperio Romano y del Imperio Bizantino (Imperio Romano de Oriente).  El conflicto con este último culminó en el Cisma oriental, que dividió a la Iglesia Occidental y a la Cristiandad oriental.  De 1257 a 1377, el papa, aunque era obispo de Roma, residió en el Viterbo, en el Orvieto y en el Perugia, y por último en el Aviñón. El regreso de los papas a Roma tras el papado de Aviñón fue seguido por el Cisma de Occidente: la división de la Iglesia de Occidente entre dos y, durante un tiempo, tres pretendientes papales rivales.
El Papado del Renacimiento es conocido por su mecenazgo artístico y arquitectónico, sus incursiones en la política de poder europea y sus desafíos teológicos a la autoridad papal.  Tras el inicio de la Reforma Protestante, el papado de la Reforma y el Papado Barroco dirigieron a la Iglesia Católica durante la Contrarreforma. Los papas durante la Era de la Revolución fueron testigos de la mayor expropiación de riqueza en la historia de la iglesia, durante la Revolución Francesa y las que siguieron en toda Europa. La Cuestión Romana, derivada de la unificación italiana, supuso la pérdida de los Estados Pontificios y la creación de la Ciudad del Vaticano.

## Durante el Imperio Romano (hasta 493)

### Cristianismo temprano

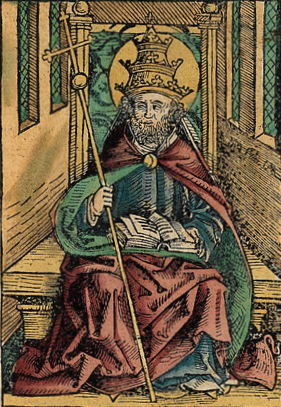
San Pedro retratado como Papa en la Crónica de Nuremberg

Los católicos reconocen al papa como sucesor de Pedro y el primer obispo de Roma. Las declaraciones oficiales de la iglesia hablan de los papas como si ocuparan dentro del colegio de los obispos una posición análoga a la que ocupaba Pedro dentro del "colegio" de los Apóstoles, es decir,  Príncipe de los Apóstoles, del que el colegio de los obispos, una entidad distinta, es visto por algunos como el sucesor.
El Papa Clemente I, el más antiguo de los Padres de la Iglesia, se identifica con Clemente de Filipenses 4:3.  Su carta a los Corintios es el "primer ejemplo conocido de ejercicio y aceptación" de la autoridad eclesiástica del papado.  Escrito mientras Juan el Apóstol aún vivía, Clemente ordenó que los corintios mantuvieran la unidad entre sí y pusieran fin al cisma que había dividido a la iglesia en esa región.  Esta carta papal de Clemente fue tenida en tanta estima que fue considerada por algunos como parte del canon del Nuevo Testamento, como todavía lo hace la Iglesia Ortodoxa Etíope.  Dionisio, obispo de Corinto, escribiendo al Papa Soter ("como un padre a sus hijos") hace referencia a la carta del Papa Clemente: 

Hoy hemos celebrado el santo día del Señor, en el que hemos leído vuestra carta, que siempre poseeremos para leer y ser amonestados, como la anterior que nos escribió por medio de Clemente... 

Muchos niegan que Pedro y los que se dicen sus sucesores inmediatos tuvieran una autoridad suprema universalmente reconocida sobre todas las iglesias primitivas, y citan en cambio que el obispo de Roma era, y es, "el primero entre los iguales", como declaró el patriarca de la Iglesia Ortodoxa en el siglo II d. C. y de nuevo en el siglo XXI. Sin embargo, la forma que debería tomar sigue siendo un asunto de disputa entre las Iglesias Católica y Ortodoxa, que formaron una sola iglesia durante al menos los primeros siete concilios ecuménicos, y hasta la división formal sobre la primacía papal en 1054 DC. 
Muchos de los obispos de Roma en los tres primeros siglos de la era cristiana son figuras oscuras. La mayoría de los sucesores de Pedro en los tres primeros siglos posteriores a su vida sufrieron el martirio junto con los miembros de su rebaño en períodos de persecución.

### Desde Constantino (312-493)

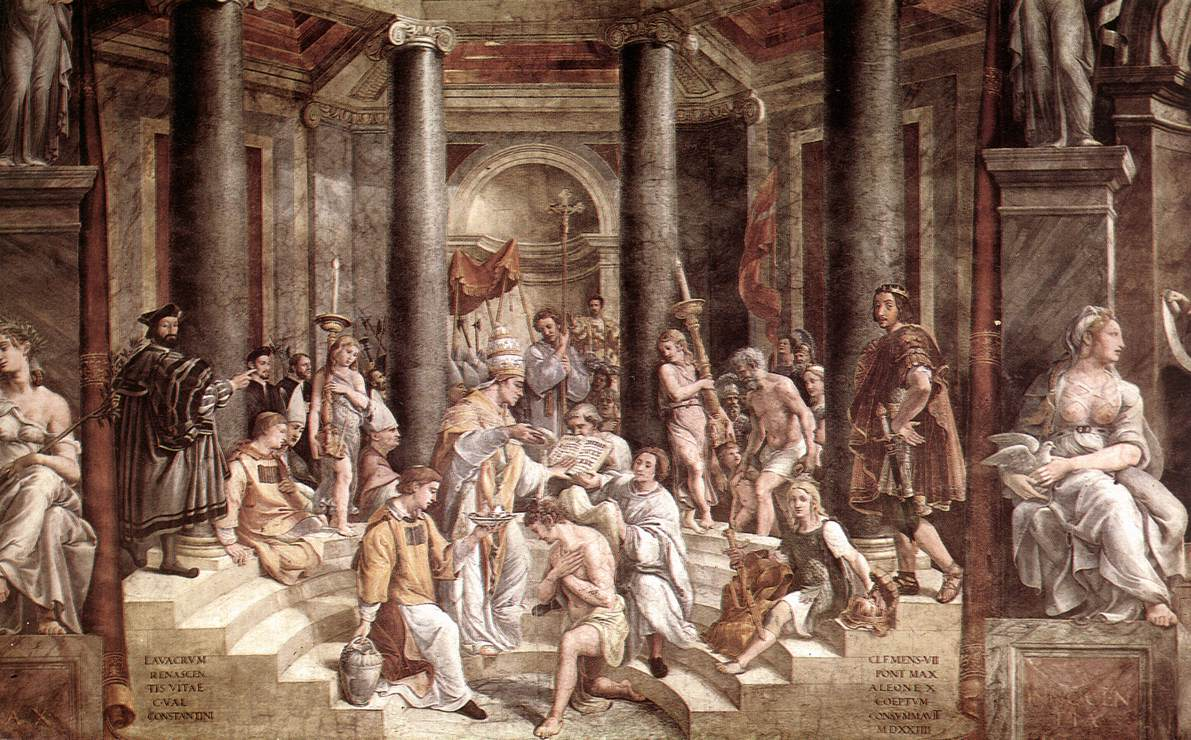
El "Bautismo de Constantino" de Rafael representa a Silvestre I en lugar de su verdadero bautizador, Eusebio de Nicomedia, un obispo arriano.

La leyenda que rodea la victoria de Constantino I en la Batalla del Puente Milvio (312) relata su visión del Chi Rho y el texto in hoc signo vinces en el cielo, y la reproducción de este símbolo en los escudos de sus tropas. Al año siguiente, Constantino y Licinio proclamaron la tolerancia de la fe cristiana con el Edicto de Milán, y en 325, Constantino convocó y presidió el Primer Concilio de Nicea, el primer concilio ecuménico. Nada de esto, sin embargo, tiene especialmente que ver con el Papa, que ni siquiera asistió al Concilio; de hecho, el primer obispo de Roma al que se refiere contemporáneamente como Papa es el Damaso I (366-84). Además, entre 324 y 330, Constantino trasladó la capital del imperio romano de Roma a Bizancio, una antigua ciudad griega en el Bósforo. El poder de Roma se trasladó a Bizancio, que más tarde, en el año 330 se convirtió en Constantinopla y hoy es Estambul.
La "Donación de Constantino", una falsificación del siglo VIII utilizada para aumentar el prestigio y la autoridad de los papas, sitúa al papa en un lugar más central en la narrativa del cristianismo constantiniano. La leyenda de la Donación afirma que Constantino ofreció su corona al Silvestre I (314-35), e incluso que Silvestre bautizó a Constantino.  En realidad, Constantino fue bautizado (cerca de su muerte en mayo del 337) por Eusebio de Nicomedia, un obispo  arriano.
Aunque la "Donación" nunca se produjo, Constantino entregó el Palacio de Letrán al obispo de Roma, y alrededor del año 310 d. C. comenzó la construcción de la Basílica de Constantino en Alemania, llamada Aula Palatina.
El emperador Constantino también erigió la antigua basílica de San Pedro, o basílica constantiniana, la actual ubicación de la basílica de San Pedro, de la época del Renacimiento, dentro del Vaticano, en el lugar de la sepultura de San Pedro, según la comunidad católica de Roma, después de su conversión al catolicismo.
El Papa León I (440-461), también llamado León el Grande, fue tan influyente que posteriormente fue nombrado Doctor de la Iglesia, una distinción que sólo comparte con otro Papa (Gregorio I). Durante su papado, el término Papa (que antes significaba cualquier obispo) pasó a significar exclusivamente el Obispo de Roma.

## Edad Media (493-1417)

### Papado ostrogodo (493-537)
El periodo del Papado Ostrogótico se extendió desde el 493 al 537.  La elección papal de marzo de 483 fue la primera que tuvo lugar sin la existencia de un emperador romano occidental. El papado estuvo fuertemente influenciado por el Reino ostrogodo, aunque el papa no fue nombrado directamente por el rey ostrogodo. La selección y administración de los papas durante este período estuvo fuertemente influenciada por Teodorico el Grande y sus sucesores Atalarico y Teodato. Este período terminó con la reconquista de Italia y de la propia ciudad de Roma por parte de Justiniano I durante la Guerra Gótica, inaugurando el Papado bizantino (537-752).
El papel de los ostrogodos quedó claro en el primer cisma, cuando, el 22 de noviembre de 498, dos hombres fueron elegidos papa. El posterior triunfo del papa Símaco (498-514) sobre el  antipapa Lorenzo es el primer ejemplo registrado de simonía en la historia papal. Símaco también instituyó la práctica de que los papas nombraran a sus propios sucesores, que se mantuvo hasta que se hizo una elección impopular en el año 530, y la discordia continuó hasta la selección en el año 532 del Juan II, el primero en renombrarse a sí mismo tras la sucesión.
Teodorico fue tolerante con la Iglesia católica y no se inmiscuyó en cuestiones dogmáticas. Se mantuvo lo más neutral posible respecto al papa, aunque ejerció una influencia preponderante en los asuntos del papado. La influencia ostrogoda terminó con la reconquista de Roma por parte de Justiniano, quien había hecho deponer al papa Silverio pro-godo (536-537) y lo sustituyó por su propia elección, el papa Vigilio (537-555).

### Papado bizantino (537-752)

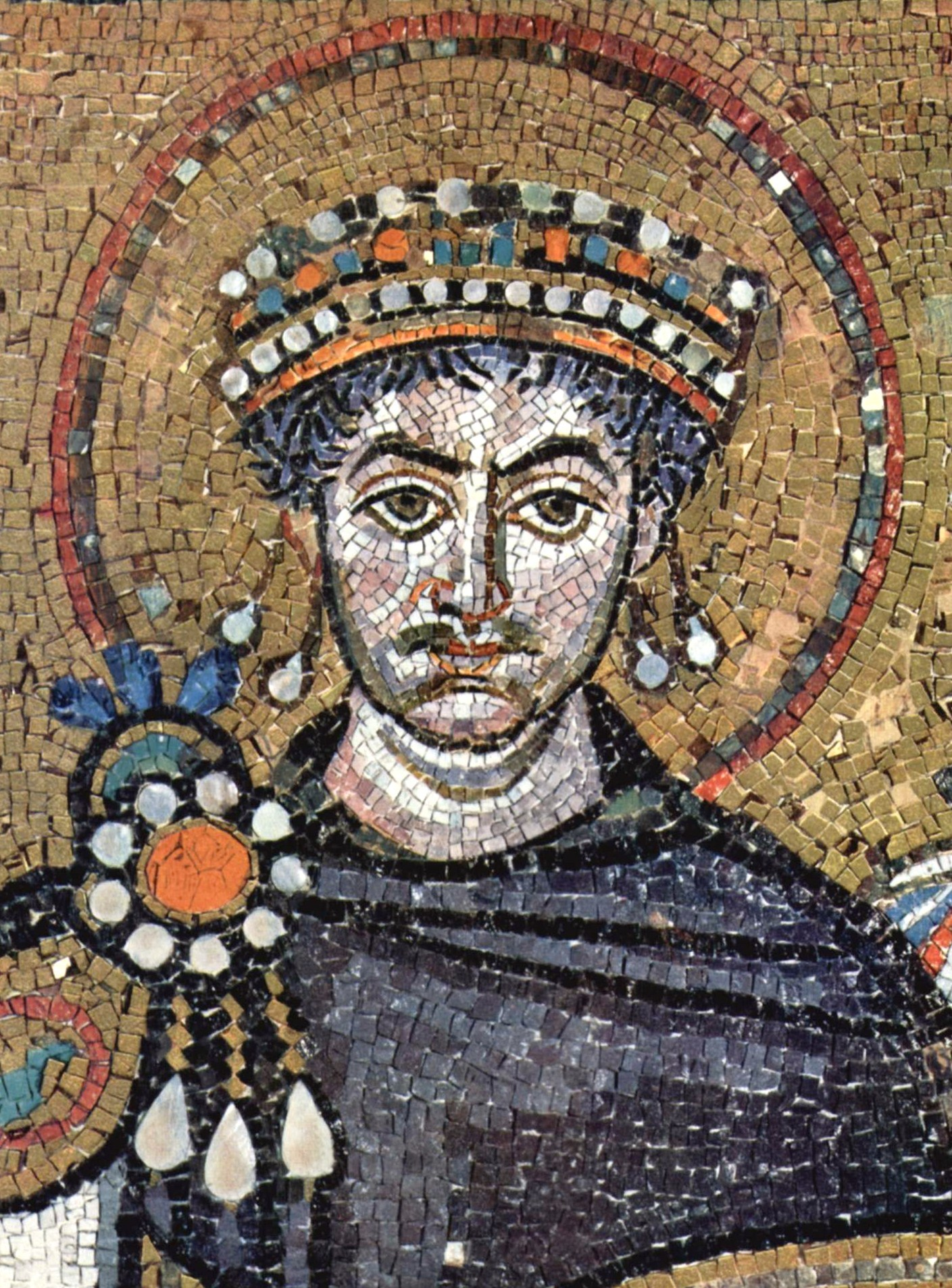
Justiniano I reconquistó Roma y nombró a los tres siguientes papas.

El Papado bizantino fue un periodo de retorno al Imperial de dominación del papado desde el año 537 hasta el 752, cuando los papas requerían la aprobación de la Emperadores bizantinos para la consagración episcopal, y muchos papas fueron elegidos entre los apocrisiarii (enlaces del papa con el emperador) o los habitantes de Grecia bizantina, Siria, o Sicilia. Justiniano I restauró el dominio imperial romano en la península itálica tras la Guerra Gótica (535-54) y nombró a los tres siguientes papas, práctica que continuarían sus sucesores y que más tarde se delegaría en el Exarcado de Rávena.
Con la excepción del papa Martín I, ningún papa durante este período cuestionó la autoridad del monarca bizantino para confirmar la elección del obispo de Roma antes de que se produjera la consagración; sin embargo, los conflictos teológicos eran comunes entre el papa y el emperador en áreas como el monotelismo y la iconoclasia. Los griegos de Grecia, Siria y la Sicilia bizantina sustituyeron a los miembros de la poderosa nobleza romana de ascendencia italiana en la silla papal durante este periodo. Roma bajo los papas griegos constituyó un "crisol" de tradiciones cristianas occidentales y orientales, que se reflejó tanto en el arte como en la liturgia.
El papa Gregorio I (590-604) fue una figura importante en la afirmación de la primacía papal y dio el impulso a la actividad misionera en el norte de Europa, incluida Inglaterra.
El Ducado de Roma era un distrito bizantino del Exarcado de Rávena, gobernado por un funcionario imperial con el título de dux. Dentro del exarcado, los dos distritos principales eran el país alrededor de Rávena, donde el exarca era el centro de la oposición bizantina a los lombardos, y el Ducado de Roma, que abarcaba las tierras del Lacio al norte del Tíber y de la Campania al sur hasta el Garigliano. Allí el propio papa era el alma de la oposición.
Se esforzó, en la medida de lo posible, por conservar el control de los distritos intermedios y con ellos la comunicación sobre los montes Apeninos. En el año 728, el rey lombardo Liutprand tomó el castillo de Sutri, en el camino de Perugia, pero lo devolvió al papa Gregorio II "como regalo a los benditos apóstoles Pedro y Pablo". Los papas siguieron reconociendo el Gobierno imperial.
En el año 738, el duque lombardo Transamundo de Spoleto capturó el castillo de Gallese, que protegía el camino a Perugia. Mediante un gran pago, el Papa Gregorio III indujo al duque a devolverle el castillo.

### Influencia franca (756-857)
En el año 751, Aistulf tomó Rávena y amenazó a Roma. En respuesta a esta amenaza, el papa Esteban II realizó un inusual viaje al norte de los Alpes para visitar al rey franco, Pipino III, para buscar su ayuda contra los invasores lombardos. Las elecciones papales estuvieron marcadas por las batallas entre varias facciones seculares y eclesiásticas frecuentemente enredadas en la política de poder de Italia.
El papa ungió a Pipino en la abadía de San Dionisio, cerca de París, junto con los dos jóvenes hijos de Pipino Carlos y Carlomán. Pipino invadió el norte de Italia en 754 y de nuevo en 756. Pipino logró expulsar a los lombardos del territorio perteneciente a Rávena, pero no lo devolvió a su legítimo propietario, el emperador bizantino. En su lugar, entregó grandes áreas de Italia central al papa y a sus sucesores.
Las tierras entregadas al papa Esteban en el año 756, en la llamada Donación de Pipino, convirtieron al papado en un poder temporal y crearon por primera vez un incentivo para que los líderes seculares interfirieran en la sucesión papal. Este territorio se convertiría en la base de los Estados Pontificios, sobre los que los papas gobernaron hasta que los Estados Pontificios se incorporaron al nuevo  Reino de Italia en 1870. Durante los siguientes once siglos, la historia de Roma sería casi sinónimo de la historia del papado.
Tras ser atacado físicamente por sus enemigos en las calles de Roma, el Papa León III se dirigió en el año 799 a través de los Alpes para visitar a Carlomagno en Paderborn.
No se sabe qué se acordó entre ambos, pero Carlomagno viajó a Roma en el año 800 para apoyar al papa. En una ceremonia en la Basílica de San Pedro, el día de Navidad, León debía ungir al hijo de Carlomagno como su heredero. Pero inesperadamente (se sostiene), al levantarse Carlomagno de la oración, el Papa le colocó una corona en la cabeza y lo aclamó emperador. Se dice que Carlomagno expresó su descontento, pero aceptó el honor. 
El sucesor de Carlomagno, "Luis el Piadoso", intervino en la elección papal apoyando la pretensión del papa Eugenio II; los papas, en adelante, debían jurar lealtad al emperador franco. A los súbditos papales se les hizo jurar lealtad al emperador franco y la consagración del papa sólo podía realizarse en presencia de los representantes del emperador. La consagración del papa Gregorio IV (827-844), elegido por los nobles romanos, se retrasó seis meses para conseguir el asentimiento de Luis. El papa Sergio II (844-847), elegido por la nobleza romana, fue consagrado sin referencia a Emperador Lotario, éste envió a su hijo Luis con un ejército, y sólo cuando "Sergio logró pacificar a Luis, a quien coronó rey", Lotario I se puso del lado de Sergio II.

### Influencia de poderosas familias romanas (904-1048)
El período que comienza con la instalación del papa Sergio III en el año 904 y que dura sesenta años hasta la muerte del Papa Juan XII en el año 964 se denomina a veces Saeculum obscurum o "edad oscura". El historiador Will Durant se refiere al período comprendido entre el 867 y el 1049 como el "nadir del papado".
Durante este período, los papas estaban controlados por una poderosa y corrupta familia aristocrática, los Teofilácticos, y sus parientes.

### Conflictos con el Emperador y Oriente (1048-1257)
La corona imperial que en su día ostentaron los emperadores carolingios se disputó entre sus fracturados herederos y los señores locales; ninguno salió victorioso hasta que Otón I del Sacro Imperio Romano Germánico invadió Italia. Italia se convirtió en un  Reino de Italia del Sacro Imperio Romano en el año 962, momento a partir del cual los emperadores fueron alemanes. A medida que los emperadores consolidaban su posición, las ciudades-estado del norte de Italia se dividían entre güelfos y gibelinos.  Enrique III, del Sacro Imperio Romano Germánico se encontró con tres papas rivales cuando visitó Roma en 1048 debido a las acciones sin precedentes del papa Benedicto IX. Depuso a los tres e instaló a su propio candidato preferido: el papa Clemente II.
La historia del papado desde 1048 hasta 1257 seguiría marcada por los conflictos entre los papas y el Emperador del Sacro Imperio Romano Germánico, destacando la Querella de las investiduras, una disputa sobre quién -el papa o el emperador- podía nombrar a los obispos dentro del Imperio. La humillación de Canossa en 1077 para reunirse con el papa Gregorio VII (1073-85), aunque no es decisivo en el contexto de la disputa más amplia, se ha convertido en una leyenda. Aunque el emperador renunció a cualquier derecho de investidura en el Concordato de Worms (1122), la cuestión volvería a estallar.
Las antiguas divisiones entre Oriente y Occidente también llegaron a su punto álgido con el Cisma de Oriente y Occidente y las Cruzadas. A los primeros siete concilios ecuménicos habían asistido tanto prelados occidentales como orientales, pero las crecientes diferencias doctrinales, teológicas, lingüísticas, políticas y geográficas acabaron por provocar denuncias y excomuniones mutuas. [El Papa Urbano II (1088-99) convocó un Concilio de Clermont en noviembre de 1096 con la esperanza de reunirse y apoyar al Imperio Bizantino, que quería recuperar sus tierras perdidas ante los turcos selyúcidas. Después de los 10 días del Concilio, el Papa Urbano II pronunció un discurso ante una multitud cuando "enfatizó el deber del Occidente cristiano de marchar al rescate del Oriente cristiano" Nueve meses después, el discurso del Papa Urbano II (1088-99) en el Concilio de Clermont en agosto de 1096 se convirtió en el grito de guerra de la Primera Cruzada.
A diferencia de la milenio anterior, el proceso de selección papal se volvió algo fijo durante este período. El Papa Nicolás II promulgó In nomine Domini en 1059, que limitaba el sufragio en las elecciones papales al Colegio de Cardenales. Las reglas y procedimientos de las elecciones papales evolucionaron durante este periodo, sentando las bases del moderno cónclave papal.  El impulsor de estas reformas fue el cardenal Hildebrando, que más tarde se convertiría en Gregorio VII.

### Los papas errantes (1257-1309)
El papa es el obispo de Roma, pero en ninguna parte está escrito que tenga que permanecer allí (de hecho, sólo 200 años antes, los cardenales habrían sido obligados a residir en Roma). La inestabilidad política en la Italia del siglo XIII obligó a la corte papal a trasladarse a diferentes lugares, como Viterbo, Orvieto y Perugia. Los papas llevaron consigo la Curia Romana, y el Colegio Cardenalicio se reunía en la ciudad donde había muerto el último papa para celebrar las elecciones papales. Las ciudades anfitrionas disfrutaban de un aumento de su prestigio y de ciertas ventajas económicas, pero las autoridades municipales corrían el riesgo de ser subsumidas en la administración de los Estados Pontificios si permitían que el papa se quedara más tiempo del que le correspondía.
Según Eamon Duffy, "las facciones aristocráticas dentro de la ciudad de Roma volvieron a convertirla en una base insegura para un gobierno papal estable. Inocencio IV fue exiliado de Roma e incluso de Italia durante seis años, y todas las elecciones papales del siglo XIII, excepto dos, tuvieron que celebrarse fuera de Roma. El horizonte de Roma estaba ahora dominado por las torres de guerra fortificadas de la aristocracia (se construyeron cien sólo en el pontificado de Inocencio IV) y los papas pasaban cada vez más tiempo en los palacios papales de Viterbo y Orvieto."

### Papado de Aviñón (1309-1377)

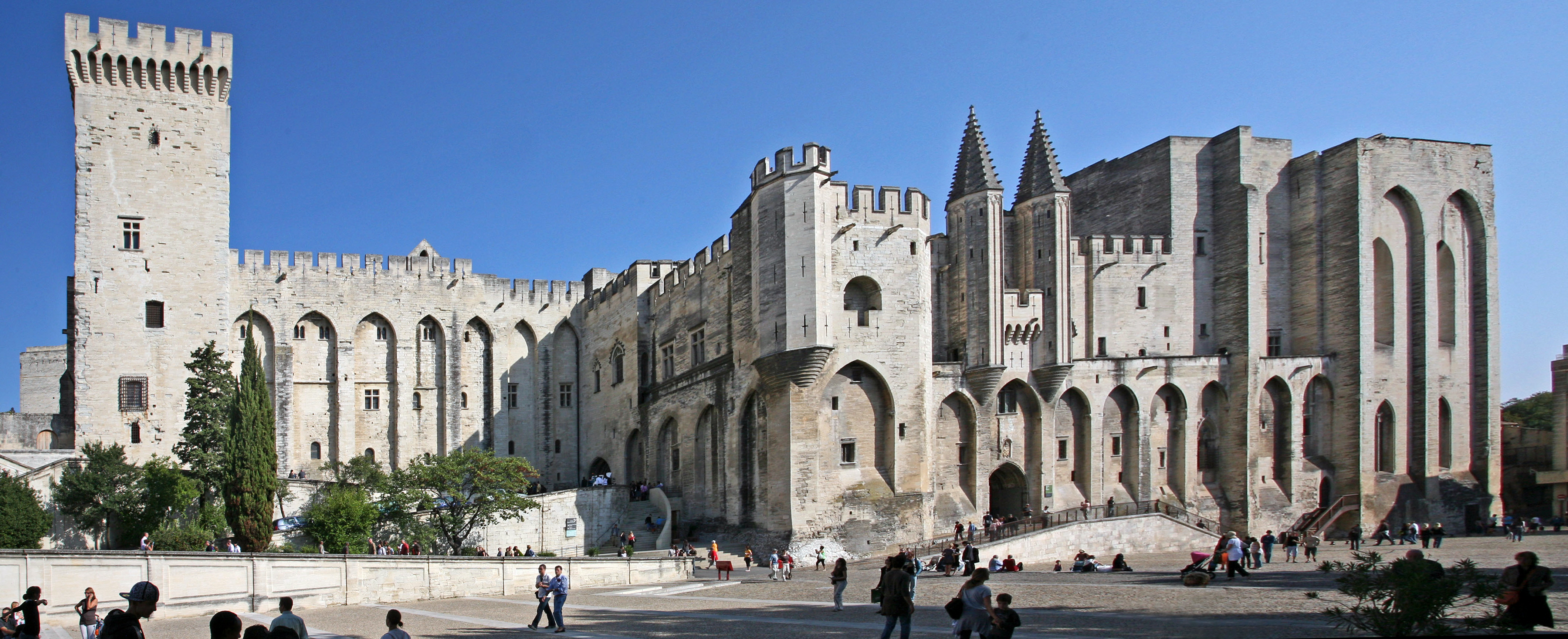
El Palacio papal de Aviñón

Durante este periodo, siete papas, todos franceses, residieron en Aviñón a partir de 1309: Papa Clemente V (1305-14), Papa Juan XXII (1316-34), Papa Benedicto XII (1334-42), Papa Clemente VI (1342-52), Papa Inocencio VI (1352-62), Papa Urbano V (1362-70), Papa Gregorio XI (1370-78). El papado fue controlado por el rey francés en esta época. En 1378, Gregorio XI trasladó la residencia papal a Roma y murió allí.

### Cisma de Occidente (1378-1417)

La división de las lealtades europeas en un punto durante el Cisma de Occidente.
Precaución: este mapa es muy inexacto en algunas regiones y fronteras. Véase la página de discusión del archivo[https://en.wikipedia.org/wiki/File_talk:Western_schism_1378-1417.svg

Los cardenales franceses se retiraron a un cónclave propio, donde eligieron a uno de ellos, Roberto de Ginebra. Tomó el nombre de Clemente VII. Este fue el comienzo del período de dificultad de 1378 a 1417, al que los estudiosos católicos se refieren como el "Cisma de Occidente" o, "la gran controversia de los antipapas" (también llamado "el segundo gran cisma" por algunos historiadores seculares y protestantes), cuando las partes dentro de la Iglesia Católica estaban divididas en sus lealtades entre los diversos pretendientes al cargo de Papa. El Concilio de Constanza, en 1417, resolvió finalmente la controversia.
En 1414 se convocó otro concilio en el Constanza. En marzo de 1415, el antipapa pisano, Juan XXIII, huyó de Constanza disfrazado; fue traído de vuelta prisionero y depuesto en mayo. El papa romano, Gregorio XII, renunció voluntariamente en julio.
El concilio de Constanza, habiendo despejado finalmente el campo de papas y antipapas, eligió al papa Martín V como papa en noviembre.

## Principios de la Edad Moderna y Edad Moderna (1417-actualidad)

### Papado del Renacimiento (1417-1534)

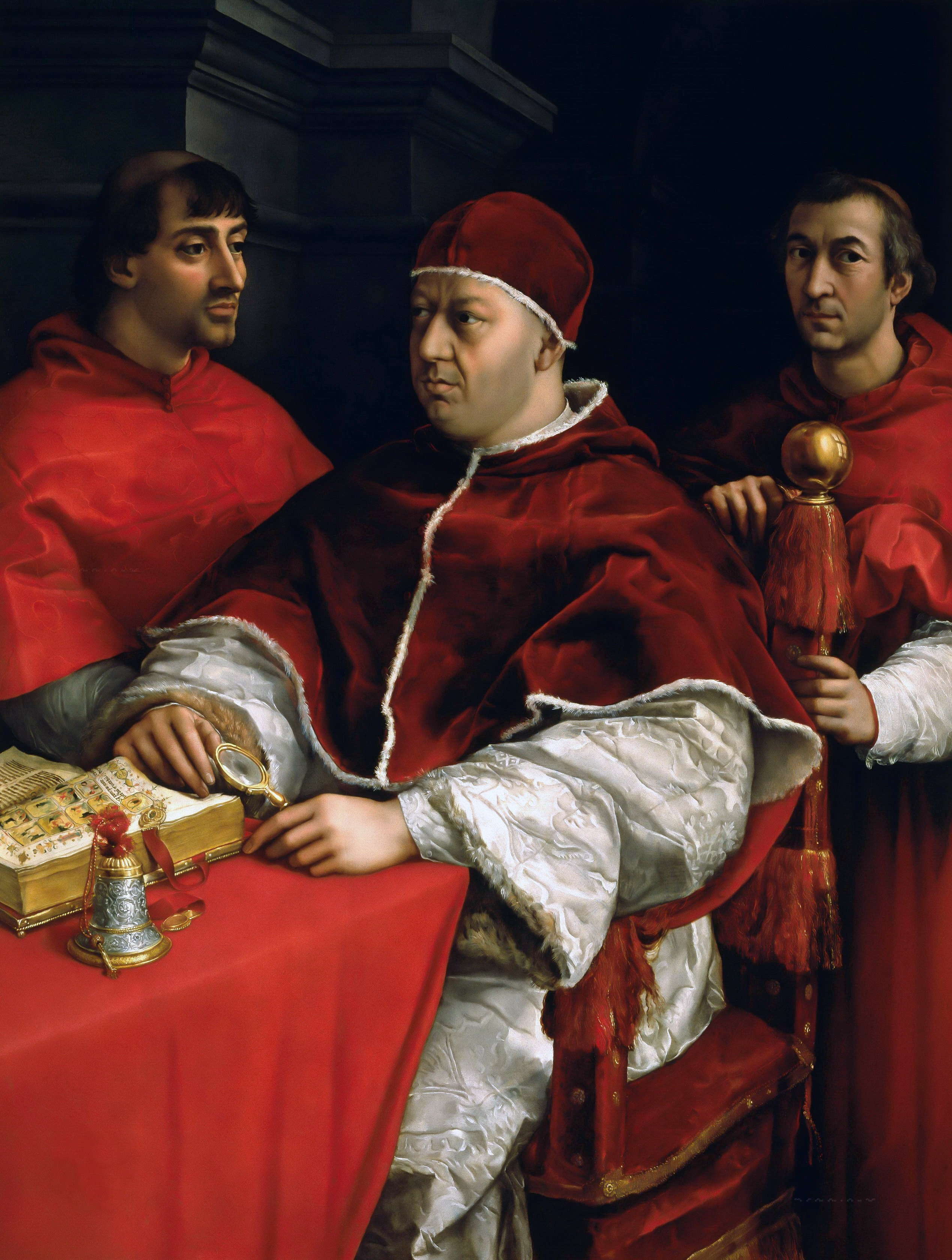
El Papa León X con sus primos Clemente VII y Giulio de Médicis (a la izquierda, el futuro Papa Clemente VII) y Luigi de Rossi (a la derecha), a quienes nombró sobrinos cardenales.

Desde la elección del Papa Martín V del Concilio de Constanza en 1417 hasta la Reforma, la cristiandad occidental estuvo en gran medida libre de cismas, así como de importantes reclamantes papales. Martín V devolvió el papado a Roma en 1420.  Aunque hubo importantes divisiones sobre la dirección de la religión, éstas se resolvieron mediante los procedimientos entonces establecidos del cónclave papal.
A diferencia de sus pares europeos, los papas no eran monarcas hereditarios, por lo que sólo podían promover sus intereses familiares a través del nepotismo. La palabra nepotismo originalmente se refería específicamente a la práctica de crear  cardenales-sobrinos, cuando apareció en el idioma inglés alrededor de 1669. Según Duffy, "el resultado inevitable de todo esto fue la creación de una clase cardenalicia rica, con fuertes conexiones dinásticas" El Colegio estaba dominado por  cardenales-sobrinos parientes de los papas que los encumbraron, cardenales-coronas-representantes de las monarquías católicas de Europa, y miembros de las poderosas familias italianas. Los papas y cardenales ricos patrocinaron cada vez más el arte y la arquitectura del Renacimiento, y (re)construyeron los monumentos de Roma desde cero.
Los Estados Pontificios empezaron a parecerse a un  estado nacional moderno durante este periodo, y el papado tomó un papel cada vez más activo en las guerras y la diplomacia europeas. El Papa Julio II llegó a ser conocido como "el Papa guerrero" por su uso del derramamiento de sangre para aumentar el territorio y la propiedad del papado. Los papas de este período utilizaron el ejército papal no sólo para enriquecerse a sí mismos y a sus familias, sino también para hacer cumplir y ampliar las antiguas reivindicaciones territoriales y de propiedad del papado como institución. Aunque, antes del Cisma de Occidente, el papado había obtenido gran parte de sus ingresos del "vigoroso ejercicio de su oficio espiritual", durante este periodo los papas dependían económicamente de los ingresos de los propios Estados Pontificios.  Con ambiciosos gastos en proyectos de guerra y construcción, los papas recurrieron a nuevas fuentes de ingresos procedentes de la venta de indulgencias y de los cargos burocráticos y eclesiásticos. Las campañas diplomáticas y militares del papa Clemente VII dieron lugar al Saco de Roma en 1527.
Los Papas fueron llamados con más frecuencia a arbitrar disputas entre potencias coloniales rivales que a resolver complicadas disputas teológicas. El descubrimiento de Colón en 1492 perturbó las inestables relaciones entre los reinos de Portugal y Castilla, cuya pugna por la posesión de territorios coloniales a lo largo de la costa africana había sido regulada durante muchos años por las bulas papales de 1455, 1456 y 1479. Alejandro VI respondió con tres bulas, fechadas el 3 y el 4 de mayo, que fueron muy favorables a Castilla; la tercera Inter caetera (1493) concedió a España el derecho exclusivo a colonizar la mayor parte del Nuevo Mundo.
Según Eamon Duffy, "el papado del Renacimiento invoca imágenes de un espectacular de Hollywood, todo decadencia y arrastre. Los contemporáneos veían la Roma del Renacimiento como nosotros vemos ahora el Washington de Nixon, una ciudad de putas con cuenta de gastos y de chanchullos políticos, donde todo y todos tenían un precio, donde no se podía confiar en nada ni en nadie. Los propios papas parecían marcar la pauta"  Por ejemplo, se dice que León X comentó: "Disfrutemos del papado, ya que Dios nos lo ha concedido". Varios de estos papas tomaron amantes y engendraron hijos y se involucraron en intrigas o incluso en asesinatos. Se dice que León X comentó: "Disfrutemos del papado, ya que Dios nos lo ha concedido". Varios de estos papas El papa Alejandro VI tuvo cuatro hijos reconocidos: César Borgia, Lucrecia Borgia, Jofré Borgia y Juan de Borja y Cattanei antes de convertirse en Papa.

### Papado barroco (1585-1689)
El pontificado del Papa Sixto V (1585-1590) abrió la etapa final de la Reforma católica, propia de la época barroca de principios del siglo XVII, pasando de obligar a atraer. Su reinado se centró en la reconstrucción de Roma como gran capital europea y ciudad barroca, símbolo visual de la Iglesia católica.

### Cuestión Romana (1870-1929)

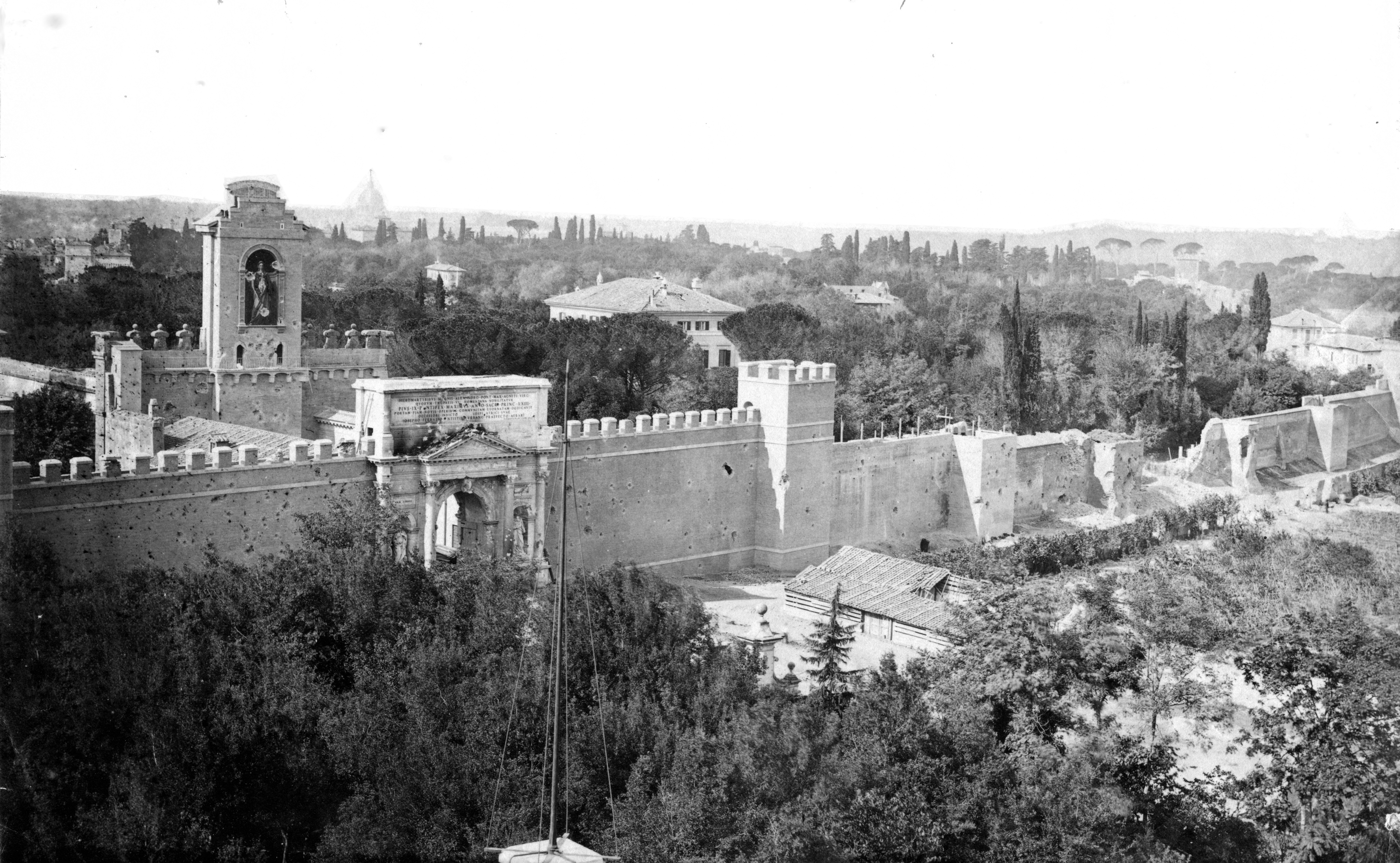
La brecha de la Porta Pia durante la Toma de Roma

Los últimos ocho años de su largo pontificado -el más largo de la historia de la Iglesia- el Papa Pío IX los pasó como prisionero del Vaticano. A los católicos se les prohibió votar o ser votados en las elecciones nacionales.  Sin embargo, se les permitió participar en las elecciones locales, en las que obtuvieron éxitos. El propio Pío se mostró activo durante esos años creando nuevas sedes diocesanas y nombrando obispos para numerosas diócesis, que llevaban años sin ocupar.  Al preguntarle si quería que su sucesor siguiera su política italiana, el anciano pontífice respondió:

Mi sucesor puede inspirarse en mi amor a la Iglesia y en mi deseo de hacer lo correcto. Todo cambió a mi alrededor. Mi sistema y mis políticas tuvieron su tiempo, soy demasiado viejo para cambiar de dirección. Esta será la tarea de mi sucesor.

El papa León XIII, considerado un gran diplomático, consiguió mejorar las relaciones con Rusia, Prusia, la Francia alemana, Inglaterra y otros países. Sin embargo, ante un clima anticatólico hostil en Italia, continuó con la política de Pío IX hacia Italia, sin mayores modificaciones. Tuvo que defender la libertad de la iglesia contra las persecuciones y ataques italianos en el ámbito de la educación, la expropiación y violación de las iglesias católicas, las medidas legales contra la iglesia y los brutales ataques, que culminaron con el intento de grupos anticlericales de arrojar el cuerpo del difunto papa Pío IX al río Tíber el 13 de julio de 1881. El papa llegó a considerar la posibilidad de trasladar el papado a Trieste o Salzburgo, dos ciudades bajo el control de Austria, idea que el monarca austriaco Francisco José I rechazó suavemente.
Sus encíclicas cambiaron las posturas eclesiásticas sobre las relaciones con las autoridades temporales y, en la encíclica de 1891 Rerum novarum abordó por primera vez cuestiones de desigualdad social y justicia social con la autoridad papal.  Estuvo muy influenciado por Wilhelm Emmanuel von Ketteler, un obispo alemán que propagó abiertamente el ponerse del lado de las sufridas clases trabajadoras Desde León XIII, las enseñanzas papales se expanden sobre el derecho y la obligación de los trabajadores y las limitaciones de la propiedad privada: Papa Pío XI Quadragesimo anno, las Enseñanzas sociales del Papa Pío XII sobre una enorme gama de cuestiones sociales, Juan XXIII Mater et magistra en 1961, Papa Pablo VI la encíclica Populorum progressio sobre cuestiones de desarrollo mundial, y el Papa Juan Pablo II, Centesimus annus, que conmemora el centenario de la Rerum novarum del Papa León XIII

### Desde la creación de la Ciudad del Vaticano (1929)
El pontificado de Pío XI se caracterizó por una gran actividad diplomática y por la publicación de numerosos e importantes documentos, a menudo en forma de encíclicas. En los asuntos diplomáticos, Pío fue ayudado al principio por Pietro Gasparri y después de 1930 por Eugenio Pacelli (que le sucedió como Papa Pío XII). La obra maestra del cardenal Gasparri fue el Tratado de Letrán (1929), negociado para el Vaticano por Francesco Pacelli. Sin embargo, el gobierno fascista y el papa estaban en abierto desacuerdo sobre la restricción de las actividades de los jóvenes; esto culminó en una fuerte carta papal (Non abbiamo bisogno, 1931), argumentando la imposibilidad de ser a la vez fascista y católico. Las relaciones entre Mussolini y la Santa Sede se enfriaron después.
Las negociaciones para la solución de la Cuestión Romana comenzaron en 1926 entre el gobierno de Italia y la Santa Sede, y en 1929 culminaron con los acuerdos de los tres Pactos de Letrán, firmados para el rey Víctor Manuel III de Italia por el primer ministro. Benito Mussolini y para el Papa Pío XI por el Cardenal Secretario de Estado Pietro Gasparri en el Palacio de Letrán (de ahí el nombre por el que se les conoce).

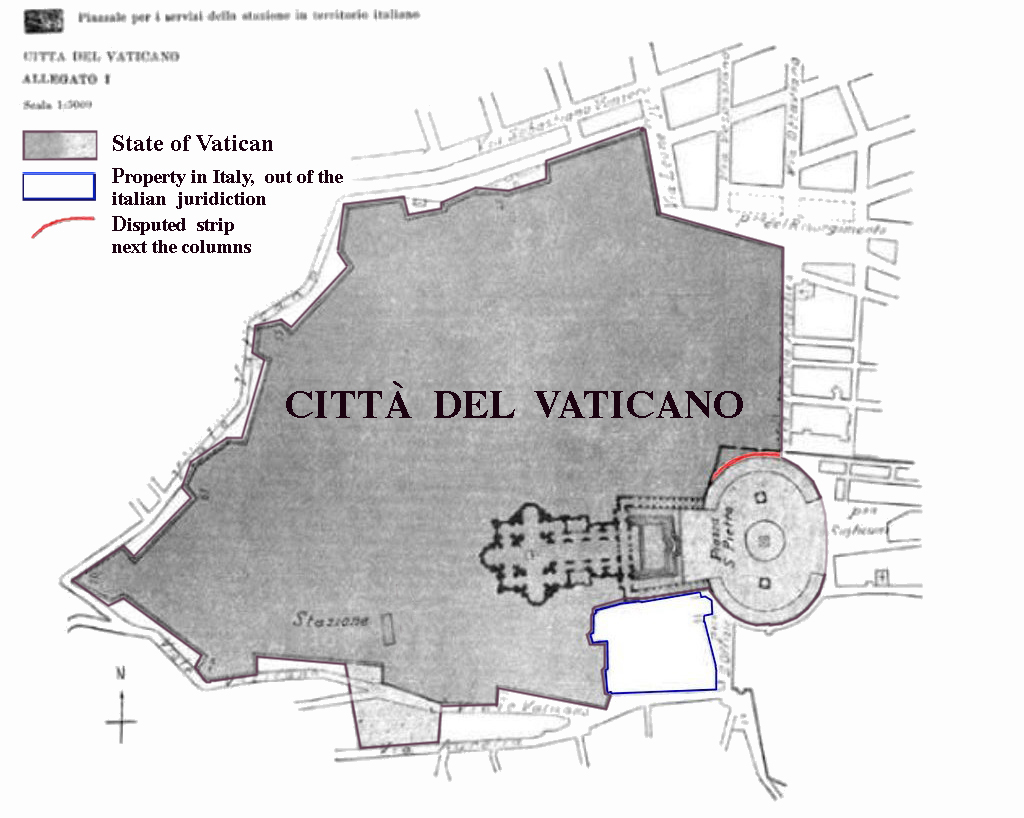
Un mapa de la Ciudad del Vaticano, tal como se estableció en el Tratado de Letrán (1929)

El Tratado de Letrán incluía un tratado político que creaba el Estado de la Ciudad del Vaticano y garantizaba la soberanía plena e independiente de la Santa Sede. El Papa se comprometía a la neutralidad perpetua en las relaciones internacionales y a abstenerse de mediar en una controversia a no ser que lo soliciten expresamente todas las partes. El concordato estableció el catolicismo como religión de Italia. Y el acuerdo financiero fue aceptado como solución a todas las reclamaciones de la Santa Sede contra Italia derivadas de la pérdida del poder temporal en 1870.
Un concordato nacional con Alemania fue uno de los principales objetivos de Pacelli como secretario de Estado. Como nuncio durante la década de 1920, había hecho intentos infructuosos de obtener el acuerdo alemán para un tratado de este tipo, y entre 1930 y 1933 intentó iniciar negociaciones con representantes de los sucesivos gobiernos alemanes, pero la oposición de los partidos protestantes y socialistas, la inestabilidad de los gobiernos nacionales y el cuidado de cada uno de los estados por salvaguardar su autonomía frustraron este objetivo. En particular, las cuestiones relativas a las escuelas confesionales y al trabajo pastoral en las fuerzas armadas impidieron cualquier acuerdo a nivel nacional, a pesar de las conversaciones mantenidas en el invierno de 1932.
Adolf Hitler fue nombrado canciller el 30 de enero de 1933 y trató de ganar respetabilidad internacional y de eliminar la oposición interna de los representantes de la iglesia y del Partido de Centro católico. Envió a su vicecanciller Franz von Papen, un noble católico y antiguo miembro del Partido del Centro, a Roma para ofrecer negociaciones sobre un Reichskonkordat. En nombre del cardenal Pacelli, su antiguo asociado, el prelado Ludwig Kaas, presidente saliente del Partido del Centro, negoció los primeros borradores de los términos con Papen. El concordato fue finalmente firmado, por Pacelli por el Vaticano y von Papen por Alemania, el 20 de julio y ratificado el 10 de septiembre de 1933.
Entre 1933 y 1939, Pacelli emitió 55 protestas por violaciones del Reichskonkordat. En particular, a principios de 1937, Pacelli pidió a varios cardenales alemanes, entre ellos el cardenal Michael von Faulhaber, que le ayudaran a redactar una protesta por las violaciones nazis del Reichskonkordat; ésta se convertiría en la encíclica de Pío XI Mit brennender Sorge. La encíclica, que condenaba la visión que "exalta el raza, o el pueblo, o el Estado, o una forma particular de Estado... por encima de su valor estándar y los diviniza hasta un nivel idolátrico", fue escrita en alemán en lugar de latín y leída en las iglesias alemanas el Domingo de Ramos. 1937.

#### Segunda Guerra Mundial (1939-1945)
Cuando Alemania invadió Polonia el 1 de septiembre de 1939, el Vaticano se declaró neutral para no verse involucrado en el conflicto y también para evitar la ocupación por parte del ejército italiano. La política eclesiástica del Papa Pío XII tras la Segunda Guerra Mundial se centró en la ayuda material a la Europa devastada por la guerra, con sus 15 millones de desplazados y refugiados, en la internacionalización interna de la Iglesia católica y en el desarrollo de sus relaciones diplomáticas a nivel mundial. Su encíclica Evangelii praecones  aumentó la capacidad de decisión local de las misiones católicas, muchas de las cuales se convirtieron en diócesis independientes. Pío XII exigió el reconocimiento de las culturas locales como plenamente iguales a la cultura europea. Internacionalizó el Colegio Cardenalicio eliminando la mayoría italiana y nombró cardenales de Asia, Sudamérica y Australia. En África occidental África meridional África oriental británica, Finlandia, Birmania y África francesa el papa Pío estableció diócesis independientes en 1955.
Mientras que, tras años de reconstrucción, la Iglesia prosperó en Occidente y en la mayor parte del mundo en desarrollo, se enfrentó a las más graves persecuciones en Oriente. Sesenta millones de católicos cayeron bajo los regímenes dominados por los soviéticos en 1945, con decenas de miles de sacerdotes y religiosos asesinados, y millones de deportados a los gulags soviéticos y chinos. Los regímenes comunistas de Albania, Bulgaria, Rumanía y China prácticamente erradicaron la Iglesia católica en sus países.

#### A partir del Vaticano II (1962-1965)

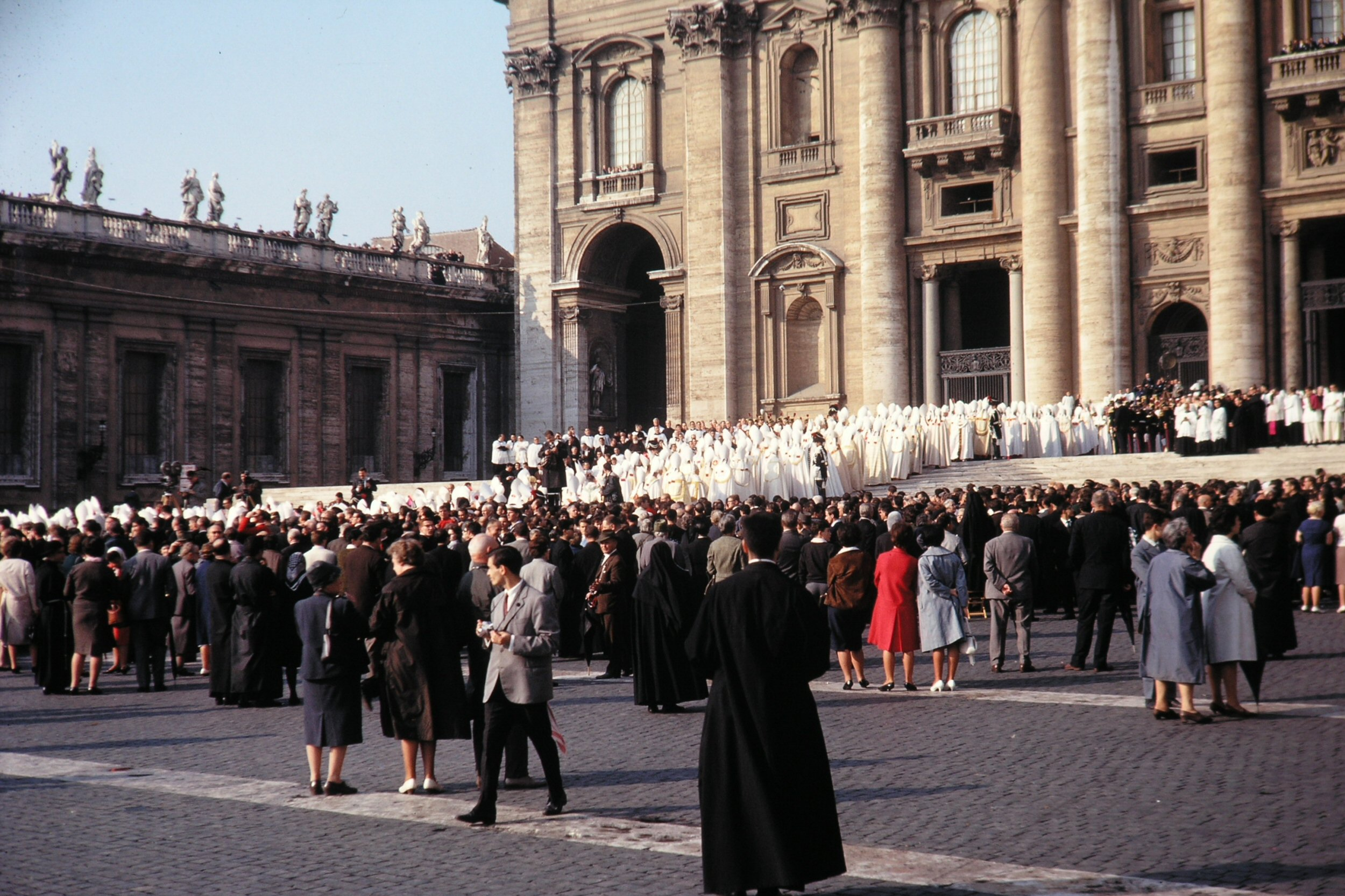
Apertura de la Segunda Sesión del Concilio Vaticano II

El 11 de octubre de 1962, el Papa Juan XXIII abrió el Concilio Ecuménico Vaticano II. El 21.º concilio ecuménico de la Iglesia católica hizo hincapié en la llamada universal a la santidad y aportó muchos cambios en las prácticas. El 7 de diciembre de 1965, una Declaración Conjunta Católico-Ortodoxa del Papa Pablo VI y el Patriarca Ecuménico Atenágoras I levantó la excomunión mutua entre católicos y ortodoxos que había estado en vigor desde el Gran Cisma de 1054.
Los obispos acordaron que el Papa ejerce la autoridad suprema sobre la Iglesia, pero definieron la "colegialidad", que significa que todos los obispos comparten esta autoridad. Los obispos locales tienen la misma autoridad como sucesores de los Apóstoles y como miembros de una organización mayor, la iglesia fundada por Jesucristo y confiada a los apóstoles. El Papa sirve como símbolo de la unidad y tiene autoridad adicional para asegurar la continuación de esa unidad. Durante el Concilio Vaticano II, los obispos católicos se retractaron un poco de las declaraciones que podrían enfadar a los cristianos de otras confesiones. El cardenal Augustin Bea, presidente del Secretariado para la Unidad de los Cristianos, tuvo siempre todo el apoyo del Papa Pablo VI en sus intentos de que el lenguaje del Concilio fuera amable y abierto a las sensibilidades de las Iglesias protestantes y ortodoxas, a las que había invitado a todas las sesiones a petición del Papa Juan XXIII. Bea también estuvo muy implicado en la aprobación de Nostra aetate, que regula la relación de la iglesia con la fe judía y los miembros de otras religiones.
El Papa Pablo VI (1963-1978), sin embargo, continuó los esfuerzos ecuménicos del Papa Juan XXIII en sus contactos con las iglesias Protestantes y Ortodoxa. El Papa Pablo VI se enfrentó a las críticas durante todo su papado, tanto de los tradicionalistas como de los liberales, por haber dirigido un camino intermedio durante el Vaticano II y en el curso de la aplicación de sus reformas posteriores. Su pasión por la paz durante la guerra de Vietnam no fue comprendida por todos. La urgente tarea de superar la pobreza en el mundo e iniciar un desarrollo real dio lugar, en parte, a una benigna desatención de las enseñanzas papales por parte de los influyentes y los ricos. En cuanto a las enseñanzas básicas de la Iglesia, este Papa fue inquebrantable. En el décimo aniversario de la Humanae Vitae, reconfirmó enérgicamente sus enseñanzas. En su estilo y metodología, fue un discípulo de Pío XII, a quien veneraba profundamente. Sufrió bajo los ataques de su predecesor por sus supuestos silencios, conociendo por su asociación personal con el difunto papa las verdaderas preocupaciones y compasión de Pío XII. No se le atribuye al papa Pablo la cultura enciclopédica de Pío XII, ni su fenomenal memoria, su asombroso don de lenguas, su brillante estilo al escribir, ni tenía el carisma y el amor desbordante, el sentido del humor y el calor humano de Juan XXIII. Asumió sobre sí mismo la obra de reforma inacabada de estos dos papas, llevándola diligentemente con gran humildad y sentido común y sin mucha fanfarria a su conclusión.  Al hacerlo, Pablo VI se vio a sí mismo siguiendo los pasos del apóstol Pablo, desgarrado hacia varias direcciones como San Pablo, que siempre decía, me atraen dos lados a la vez, porque la Cruz siempre divide. 
Se convirtió en el primer papa que visitó los cinco continentes. Pablo VI continuó y completó sistemáticamente los esfuerzos de sus predecesores, para convertir la iglesia eurocéntrica en una iglesia para todo el mundo, integrando a los obispos de todos los continentes en su gobierno y en los Sínodos que convocó. Su motu proprio Pro Comperto Sane del 6 de agosto de 1967 abrió la Curia Romana a los obispos del mundo. Hasta entonces, sólo los cardenales podían ser miembros destacados de la Curia.
La alegría interior parece haber sido una característica de Pablo VI. Su confesor, el jesuita Paolo Dezza llegaba al Vaticano todos los viernes a las siete de la tarde para confesar a Pablo VI. Las únicas palabras que pronunció sobre su largo servicio a Pablo VI durante su pontificado fueron: que este papa es un hombre de gran alegría  Tras la muerte del papa Pablo VI, Dezza fue más franco y dijo que "si Pablo VI no era un santo, cuando fue elegido papa, se convirtió en uno durante su pontificado. Pude ser testigo no sólo de la energía y la dedicación con la que trabajó por Cristo y la Iglesia, sino también y sobre todo de lo mucho que sufrió por Cristo y la Iglesia. Siempre admiré no sólo su profunda resignación interior, sino también su constante abandono a la divina providencia". Es este rasgo de carácter, el que llevó a la apertura del proceso de beatificación y canonización de Pablo VI.

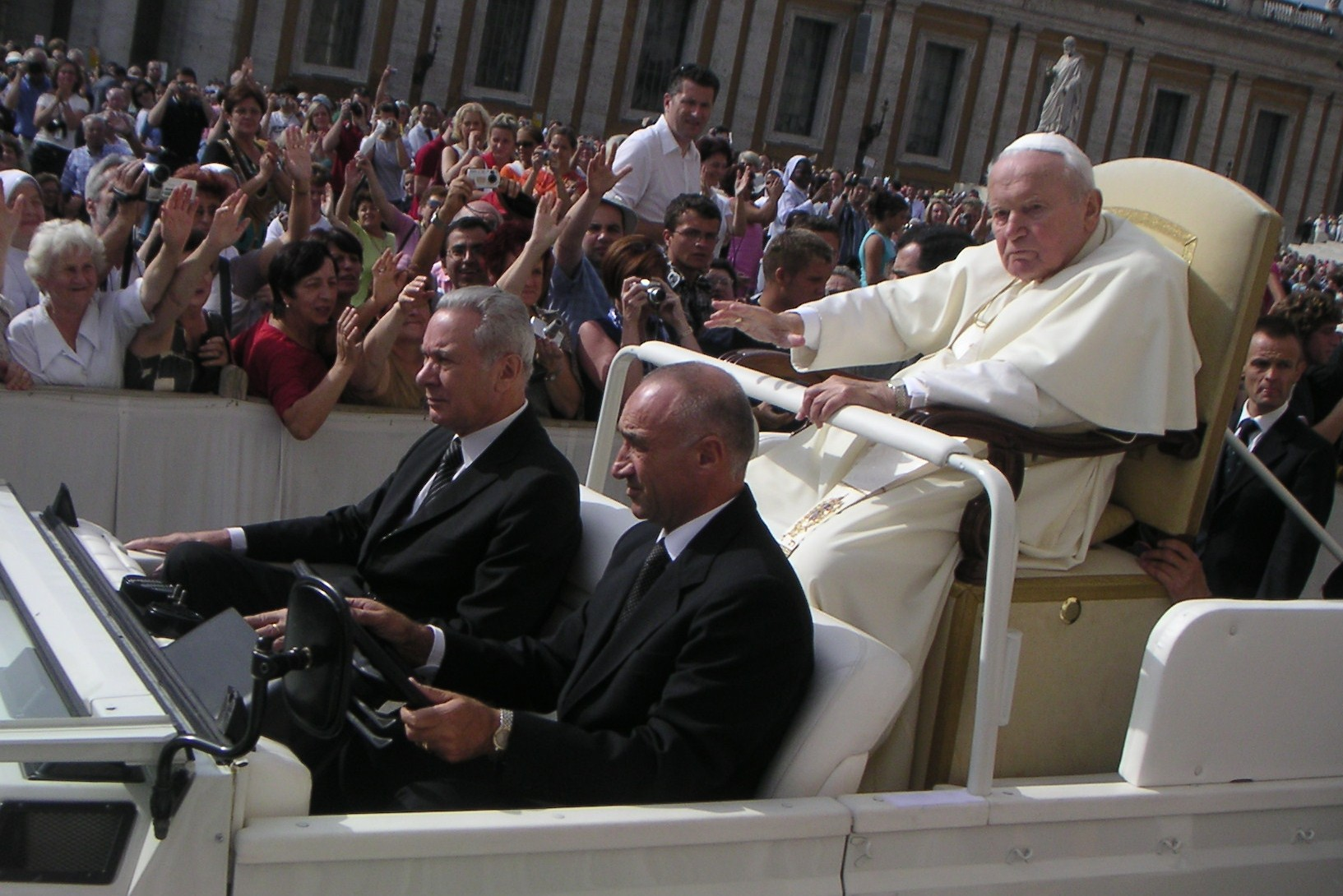
El papa Juan Pablo II (1978–2005)

Con la llegada del Papa Juan Pablo II tras la misteriosa muerte del Papa Juan Pablo I (que sólo sobrevivió como Papa 33 días), la Iglesia tuvo, por primera vez desde el Papa Adriano VI en el siglo XVI, un Papa no italiano. A Juan Pablo II se le atribuye el mérito de haber contribuido a la caída del comunismo en Europa del Este al desencadenar lo que fue una revolución pacífica en su patria Polonia. [Lech Wałęsa, uno de los fundadores del movimiento obrero Solidaridad que acabó derribando el comunismo, atribuyó a Juan Pablo II el mérito de haber dado a los polacos el valor de levantarse. El ex secretario general soviético Mijaíl Gorbachov reconoció públicamente el papel de Juan Pablo II en la caída del comunismo. El propio Papa afirmó tras la caída del comunismo que "la pretensión de construir un mundo sin Dios se ha demostrado una ilusión" (Praga, 21 de abril de 1990).
Pero este mundo sin Dios existe también en el capitalismo. Por eso, al igual que sus predecesores, Juan Pablo repitió el contenido del cristianismo, su mensaje religioso y moral, su defensa de la persona humana, y advirtió contra los peligros del capitalismo. "Por desgracia, no todo lo que Occidente propone como visión teórica o como estilo de vida concreto refleja los valores del Evangelio".
Al largo pontificado de Juan Pablo II se le atribuye la recreación de un sentido de estabilidad e incluso de identidad a la Iglesia católica después de años de cuestionamiento y búsqueda. Su magisterio fue firme e inquebrantable en temas que parecían estar en duda bajo su predecesor, incluyendo la ordenación de mujeres, la teología de la liberación y el celibato sacerdotal. Prácticamente puso fin a la política de laicización liberal de los sacerdotes problemáticos del Papa Pablo VI, que inadvertidamente puede haber contribuido a los problemas en los Estados Unidos. Su estilo autoritario recordaba al Papa Pío XII, cuyas enseñanzas repetía con sus propias palabras, como la identidad de la Iglesia católica con el Cuerpo de Cristo y sus condenas a los "virus" del capitalismo: secularismo, indiferentismo, consumismo hedonista, materialismo práctico, y también el ateísmo formal.
Como siempre después de un largo pontificado, se abrió una nueva página en la historia de la iglesia con la elección de un nuevo papa. El Papa Benedicto XVI fue elegido en 2005. En su homilía inaugural, el nuevo Pontífice explicó su visión de la relación con Cristo:

¿No tenemos acaso todos miedo de alguna manera? Si dejamos que Cristo entre plenamente en nuestra vida, si nos abrimos totalmente a Él, ¿no tenemos miedo de que nos quite algo? [...] ¡No! Si dejamos que Cristo entre en nuestra vida, no perdemos nada, nada, absolutamente nada de lo que hace la vida libre, bella y grande. ¡No! Sólo en esta amistad experimentamos la belleza y la liberación [...] Cuando nos entregamos a Él, recibimos a cambio el ciento por uno. Sí, abre, abre de par en par las puertas a Cristo - y encontrarás la verdadera vida.

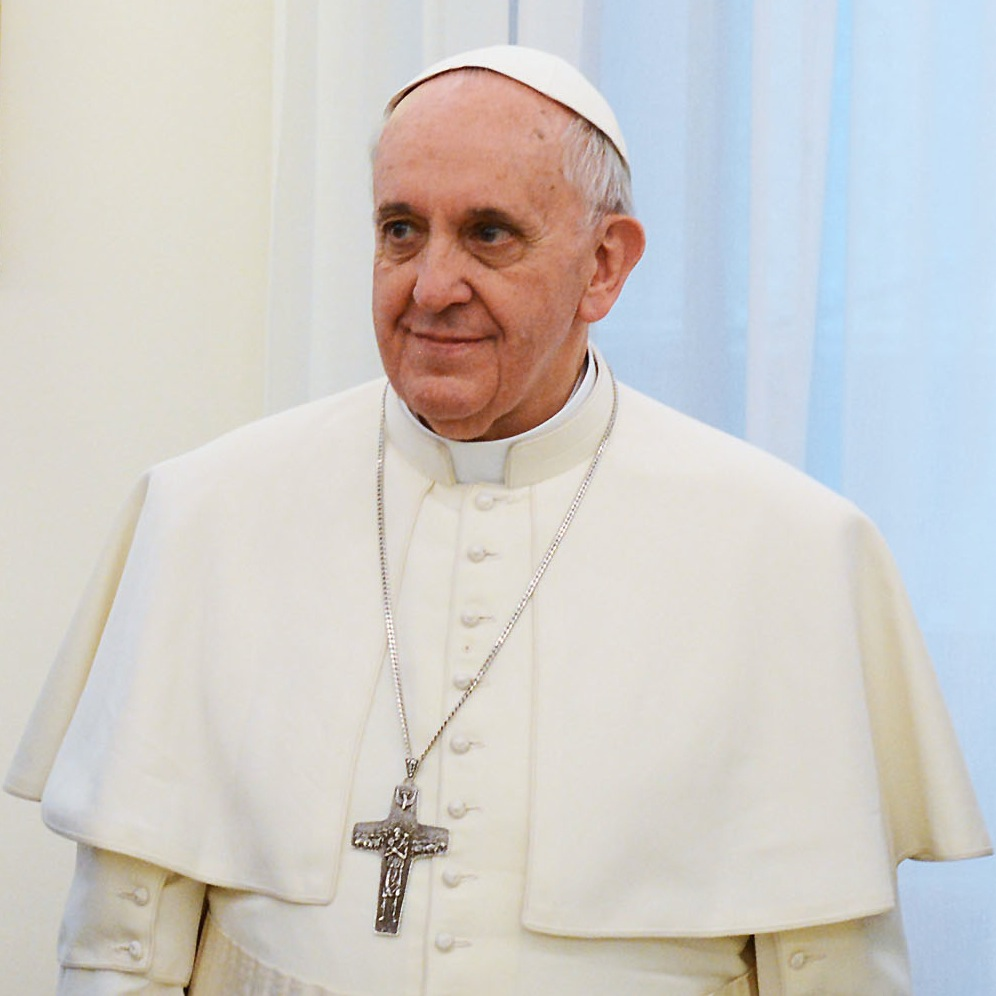
Papa Francisco

El 11 de febrero de 2013, el papa Benedicto XVI anunció que presentaría su renuncia el 28 de febrero de 2013, menos de tres semanas después. El 13 de marzo de 2013, el papa Francisco -el primer papa jesuita y el primer papa de las Américas- fue elegido para el papado.
El 8 de mayo de 2025, el Cardenal Robert Francis Prevost fue elegido papa bajo el nombre de León XIV

### Época temprana y medieval
- Barraclough, Geoffrey (1979). The Medieval Papacy. New York: Norton. ISBN 978-0-393-95100-4. (requiere registro).
- Dunn, Geoffrey D., ed. The bishop of Rome in late antiquity (Routledge, 2016), scholarly essays.
- Housely, Norman. The Avignon Papacy and the Crusades (Oxford UP, 1986).
- Larson, Atria, and Keith Sisson, eds. A Companion to the Medieval Papacy: Growth of an Ideology and Institution (Brill, 2016) online
- Moorhead, John. The Popes and the Church of Rome in Late Antiquity (Routledge, 2015)
- Noble, Thomas F.X. “The Papacy in the Eighth and Ninth Centuries.” New Cambridge Medieval History, v. 2: c. 700-c.900, ed. Rosamund McKiterrick (Cambridge UP, 1995).
- Robinson, Ian Stuart. The Papacy, 1073-1198: Continuity and Innovation (Cambridge, 1990).
- Richards, Jeffrey. Popes and the Papacy in the Early Middle Ages, 476-752 (London, 1979).
- Setton, Kenneth M. The Papacy and the Levant, 1204-1571 (4 vols. Philadelphia, 1976-1984)
- Sotinel, Claire. “Emperors and Popes in the Sixth Century.” in The Cambridge Companion to the Age of Justinian, ed. Michael Maas (Cambridge UP, 2005).
- Sullivan, Francis (2001). From Apostles to Bishops: The Development of the Episcopacy in the Early Church. New York: Newman Press. ISBN 978-0-8091-0534-2.
- Ullmann, Walter. A short history of the papacy in the Middle Ages. (1960) online

- Datos: Q642497
- Multimedia: History of the papacy / Q642497